# Equus africanus africanus
Equus africanus africanus (нубійський дикий віслюк) — номінальний підвид африканського дикого віслюка і є одним з предків домашнього віслюка, який був одомашнений близько 6000 років тому. Він вважається вимерлим, хоча на Карибському острові Бонайре та в Гебель-Ельбі потенційно існують дві популяції.

## Опис
За даними Groves & Chubb, нубійські дикі віслюки мали довші вуха, ніж сомалійські дикі віслюки, завдовжки 182-245 мм і не мали «зебра-смугастого малюнка» на ніжках, який є у сомалійського підвиду.

## Ареал
Нубійські дикі віслюки мешкали у Нубійській пустелі (північно-східний Судан), від східного берегу річки Ніл до Червоного моря та на південь до річки Атбара та північної Еритреї. 

## Зникнення і потенціал виживання

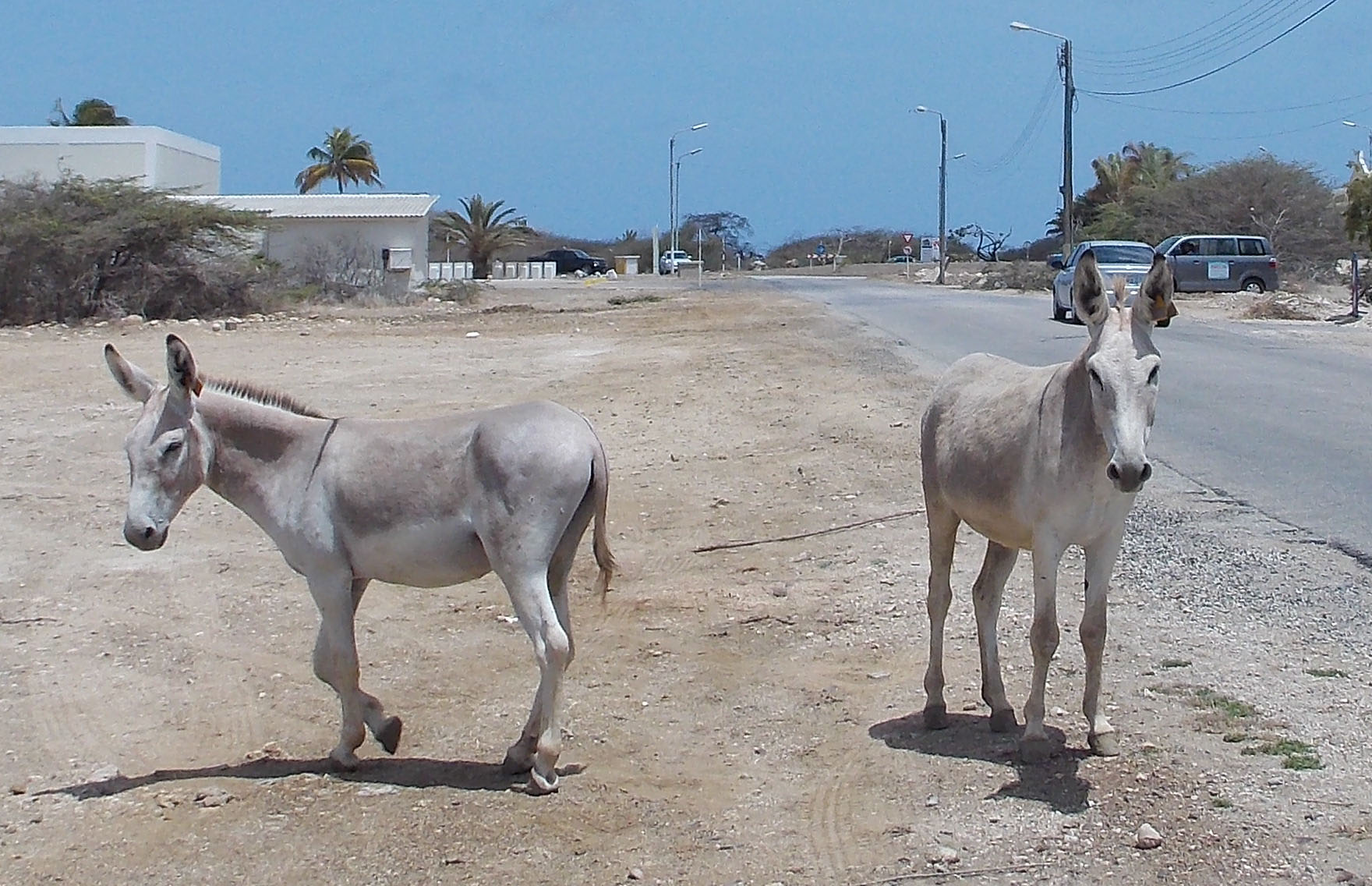
Ймовірний нубійський віслюк на Бонайре.

Нубійський віслюк не був помічений з 1950-их роках, з кінця 1970-х років вважається вимерлим. Останні види знаходилися в долині Барка в Еритреї. Зникнення нубійського віслюка можна віднести до полювання, конкуренції з домашньою худобою за обмежені ресурси пустелі. В 2014-2015 роках був проведений аналіз мітохондріальної ДНК на популяції диких віслюків на карибському острові Бонайре. У дослідження були включені зразки ДНК тварин Бонайре, музейні зразки Нубійських диких віслюків, ДНК чотирьох сомалійських диких віслюків і одного домашнього віслюка. Вчені виявили, що тварини в Бонайре були дуже близькі до відомих чистих нубійських диких віслюків і дуже відрізняються від інших віслюків. Однак дослідження, опубліковані в 2010 році, показали, що сучасні віслюки походять з двох різних підвидів диких віслюків — нубійського, а інший - невідомого походження.
В такому випадку, той факт, що тільки один віслюк був використаний в тесті свідчить про те, що отримані результати є досить непереконливими. Для отримання більш переконливих результатів потрібно проводити випробування з великою групою віслюків.
Вимирання нубійського дикого віслюка може бути пов'язано з полюванням, конкуренцією з худобою за обмежені ресурси пустелі та гібридизацією з домашнім віслюком.
Національний парк Гебель-Ельба, поблизу кордону Єгипту та Судану, як стверджується адміністрацією парку, є домівкою для дикої популяції нубійських диких віслюків. Однак чистоту цих тварин ще слід вивчити.